# Luckey Roberts
Charles Luckeyth, conocido como Luckey Roberts (Filadelfia, Pennsylvania, 7 de agosto de 1887 - Nueva York, 5 de febrero de 1968), fue un pianista y compositor de jazz tradicional, norteamericano.
Comenzó a actuar de forma regular alrededor del año 1900, simultaneando el trabajo de músico con el de actor. En 1910 se traslada a Nueva York y comienza a publicar composiciones de ragtime. Organiza su propia banda, con la que actúa regularmente realizando giras durante los años 1920 y 1930. En la década de 1940, dirige una big band que actúa usualmente en la emisión radiofónica "This is Jazz" de Rudy Blesh. Después, y hasta finales de los años 1950, dirige su propio club en Nueva York, llamado "le Rendez-Vous". Su trabajo como compositor, continuará hasta su fallecimiento.
Roberts es un superviviente de la época del ragtime y uno de los fundadores del llamado Stride piano, típico de Harlem, en la línea establecida por James P. Johnson.